# Tempel

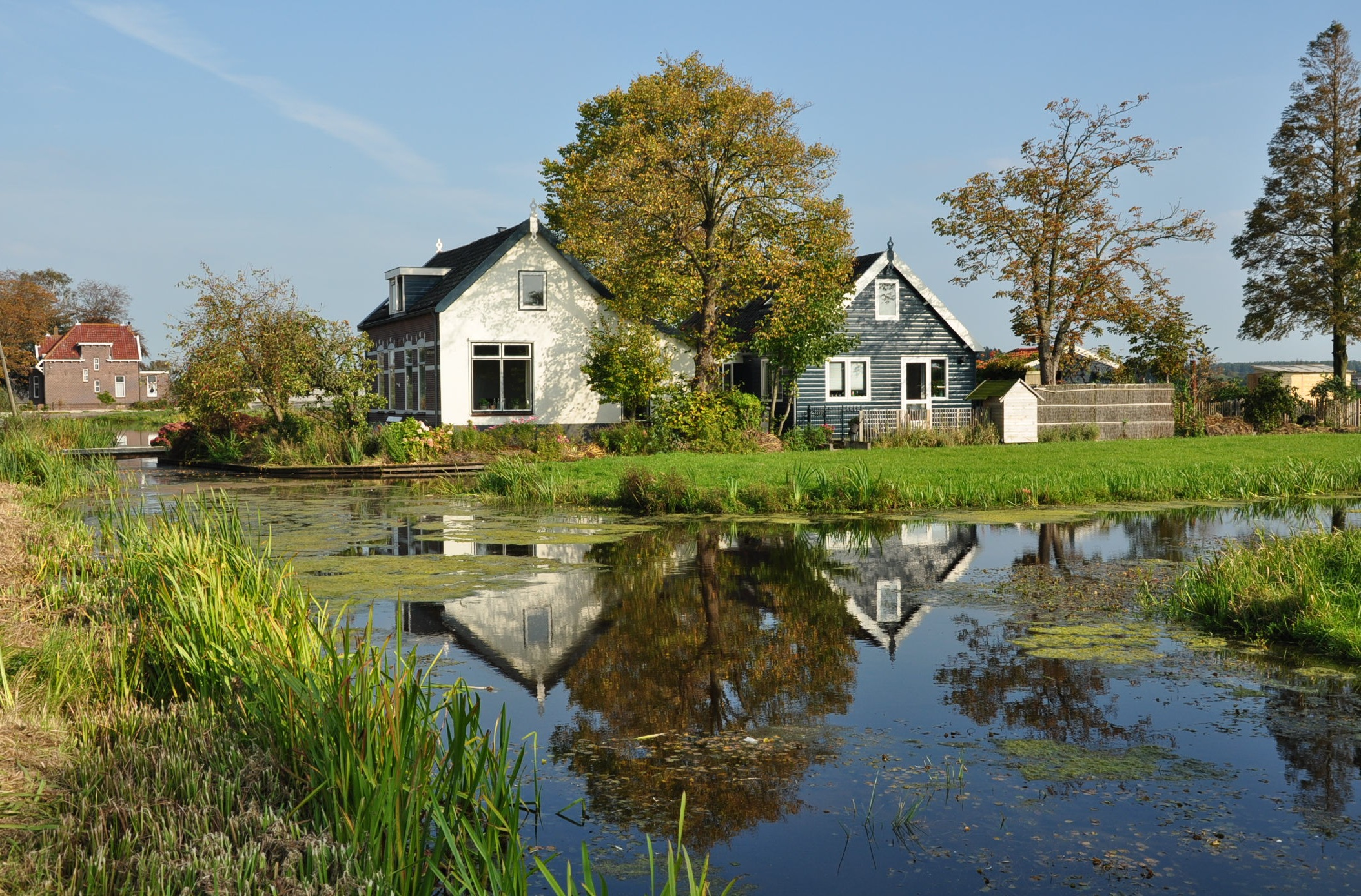
Tempel

Tempel (52° 04′ N, 4° 42′ L) é uma vila dos Países Baixos, na província de Holanda do Sul. Tempel pertence ao município de Reeuwijk, e está situada a 6 km, a norte de Gouda.
A área de Tempel, que também inclui as partes periféricas da cidade, bem como a zona rural circundante, tem uma população estimada em 200 habitantes.